# Shg.dk
shg.dk A/S var en dansk virksomhed, der solgte computerhardware og -software med hjemsted i Århus. Shg var et aktieselskab pr 1. januar 2002. Firmaet blev etableret i 1997 af Per Nielsen. Shg er i juni 2008 gået i betalingsstandsning efter i en årrække at have været en voksende virksomhed . 
shg.dk er Microsoft Gold Certified Partner og Microsoft Small Business Specialist.
Firmaet har i tre år i træk (2005-07) afholdt shgOpen, en computerspilmesse med bl.a. afholdelse af et uofficielt danmarksmesterskab i computerspil. ShgOpen blev afholdt i Ridehuset Århus 2005, Dronning Margrethe Hallerne Fredericia 2006 og Bellacentret København 2007.
Pr. den 10. maj 2011 er Proshop og shg.dk fusioneret til navnet Proshop.

## Betalingsstandsning
shg.dk A/S gik, i juni 2008, i betalingsstandsning, og senere gik virksomheden konkurs.
7. juli 2008 underskrev Proshop en kontrakt om at overtage dele af shg.dk, som startedes op i et nyt aktieselskab med samme navn samtidig med, at det gamle shg.dk gik konkurs.
Det nye shg.dk er nu at kende under cvr 31 59 25 69
Det selvstændige Shg.no i Norge afvikledes normalt mens shg.biz i Sverige var omfattet af konkursen.